# Gnophomyia platystyla
Gnophomyia platystyla är en tvåvingeart som beskrevs av Alexander 1979. Gnophomyia platystyla ingår i släktet Gnophomyia och familjen småharkrankar.
Artens utbredningsområde är Ecuador. Inga underarter finns listade i Catalogue of Life.